# Rotundracythere austromarscotiensis
Rotundracythere austromarscotiensis is een mosselkreeftjessoort uit de familie van de Cytherideidae. De wetenschappelijke naam van de soort is voor het eerst geldig gepubliceerd in 1998 door Whatley, Moguilevsky, Ramos & Coxill.